# Jonna Hjerl
Jonna Hjerl-Willumsen (født 17. oktober 1940 i Hellerup) er en dansk skuespillerinde.
Jonna Hjerl-Willumsen er datter af direktør Finn Hjerl-Hansen (1910 - 1987), der bl.a. var leder af Hjerl Hede. Hun blev uddannet på Skuespillerskolen ved Odense Teater i 1964. Hun spillede siden på Det Danske Teater, men vendte i begyndelsen af 1980'erne tilbage til Odense Teater. Fra 1986 til 1990 tilknyttet Aalborg Teater.

## Baggrund
Før Hjerl blev skuespillerinde, beskæftigede hun sig bl.a. med kontor- og forretningsarbejde for at tjene penge til en mannequinuddannelsen. Hun var bl.a. scriptgirl for Guldbrandsen. Hun begyndte uddannelsen i 1958 på model/mannequin-skolen og tog eksamen efter tre måneder. Hendes første job var hos Havemanns Magasin A/S i september 1958. Jonna Hjerl gik til optagelsesprøve på Odense Teater og tog den treårige skuespilleruddannelse her. Hun blev færdiguddannet i 1964 og fik sin første store rolle samme år. Hjerl blev lommerpige hos Stig Lommer på ABC-teateret og opsagde sit faste job på for det. Det blev dog ikke til noget, da stykket blev taget af  plakaten. Hjerl fik i stedet en rolle i ABC-Teatrets "Gris på gaflen"

## Filmografi
- Skibet er ladet med (1960)
- Den rige enke (1962)
- Der var engang (1966)
- Manden som ikke ville dø (1999)

### Tv-serier
- Bryggeren (1996-1997)

## Teaterstykker
- Henrik d. 4 (1963-64) Odense Teater
- Det gamle spil om enhver (1965) Det danske Teater
- Den offentlige anklager (1966) Det danske Teater
- Spillemand på en tagryg (1966-67) Nørrebros Teater
- Kys, kram og kræmmer-sjæle (1969) Det nye Friluftsteater
- Smal vej mod det dybe nord (1970)
- Onkel Vanja (1969-70) Det danske Teater
- Karmelitterne (1981-82) Aalborg Teater
- Tag med til Hollywood (1981/82) Aalborg Teater
- Kærlighed på Prøve (1982-83) Aalborg Teater
- Yderligheder (1982-83) Aalborg Teater
- Egelykke (1983-84) Aalborg Teater
- Det gamle spil om Enhver (1986) Vendsyssel Egnsteater
- Søndag hver dag (1991-92) J. Blaksted turne
- En dejlig weekend (1997-98) J. Blaksted turne
- Spillemand på en tagryg (1977-78) Aalborg Teater
- Gøgereden (1988-89) Vendsyssel Egnsteater

### Egenproduktioner
- Teater-Ekspressen.
- Romeo og Julie - 25 år efter (1985-86)
- Luften er Svanger (1986-87)

## Rollerne

### Film- og tv-serieroller

#### Skibet er ladet med
Dansk film fra 1960. En statistrolle fire år ca. før hun blev færdigudlært. 

#### Den rige enke
(1962)

#### Der var engang
(1966)

#### Manden som ikke ville dø
(1999)

#### Bryggeren
sendt på DR i 1996 med Jonna Hjerl i rollen som Louise Stegmann i afsnit 7-12.

### Teaterroller

#### Henrik d. 4.
opført i 1963-64 på Odense Teater lige efter Jonna Hjerls elevtid og er hendes første store rolle. Hun spillede bl.a. sammen med Claes Gill.

#### Det gamle spil om enhver
opført i 1965 af Det danske Teater. Hun spillede "De gode Gerninger" sammen med sin daværende mand Palle Huld ("Enhver").

#### Den offentlige anklager
opført i 1966 af Det danske Teater
Jonna havde her rollen som Theresia Tallin, som skulle snøre den offentlige anklager til at skrive en dødsattest uden navn. Den offentlige anklager havde for meget magt og henrettede folk skånselsløst. Det var Theresias opgave at narre denne attest fra anklageren ved at tale om, at den nok skulle bruges mod hendes mand, men i virkeligheden skulle den bruges mod den offentlige anklager selv.

#### Spillemand på en tagryg
opført i 1966-67 af Nørrebros Teater. Første opførelse i Danmark.
rolle: Tzeitel (datter af fem)

#### Kys, kram og kræmmer-sjæle
opført i 1969 af Det nye friluftsteater
Laura

#### Smal vej mod det dybe nord
(1970)

#### Onkel Vanja
(1969-70) Det danske Teater
Jeléna (hustru)

#### Karmelitterne
(1981-82) Aalborg Teater
søster Alice

#### Tag med til Hollywood
(1981/82) Aalborg Teater

#### Kærlighed på Prøve
(1982-83) Aalborg Teater
Hortensia (elskerinden)

#### Yderligheder
(1982-83) Aalborg Teater
Petricia (behandleren)

#### Egelykke
(1983-84) Aalborg Teater
Fru Graa

#### Det gamle spil om Enhver
(1986) Vendsyssel Egnsteater
Her spillede Jonna igen "De gode Gerninger" og Søren hendes mand spillede "Enhver"

#### Søndag hver dag
(1991-92) J. Blaksted turne
Julia og Søren spillede Cooper

#### En dejlig weekend
(1997-98) J. Blaksted turne
Bridget Gardner og Søren som Duff Gardner som et vennepar

#### Spillemand på en Tagryg
(1977-78) Aalborg Teater
dubleant

#### Gøgereden
(1988-89) Vendsyssel Egnsteater
Frk. Ratched (den onde sygeplejerske)

## Teater-Ekspressen
Jonna Hjerl startede sammen med sin mand Søren Elung Jensen turneteateret, Teater-Ekspressen
De nåede at lave to stykker, som blev opført rundt om i landet

### Romeo og Julie - 25 år efter
var det første stykke, som Jonna og hendes mand satte op i samarbejde med hendes forhenværende mand Palle Huld som Shakespeare
Det var en landsdækkende turne og blev opført 1985-86 
Luften er svanger
Stykket var på en landsdækkende turne og blev opført 1986-87.
Det var et lidt frækt, syntes nogle. Et lystspil med forviklinger, der handlede om de mange vennepar, hvor kvinderne pludselig blev gravide på en gang. "luften er svanger".
Jonna Hjerl og hendes mand spiller det franske ægtepar Jacquet.
| navn               | rolle           |
| ------------------ | --------------- |
| Jonna Hjerl        | Olympe Jacquet  |
| Søren Elung Jensen | Charles Jacquet |

## Senere
Jonna var:
Dramalærer på aftenskole "Rejsen til de grønne skygger" opført flere steder
Instruktør for amatørteater - lavede revy da lokalbanen fyldte år. (noget med grisen)
I Spanien 2003-2013. Jonna og Søren bøde der fast